# Pahang (rivier)

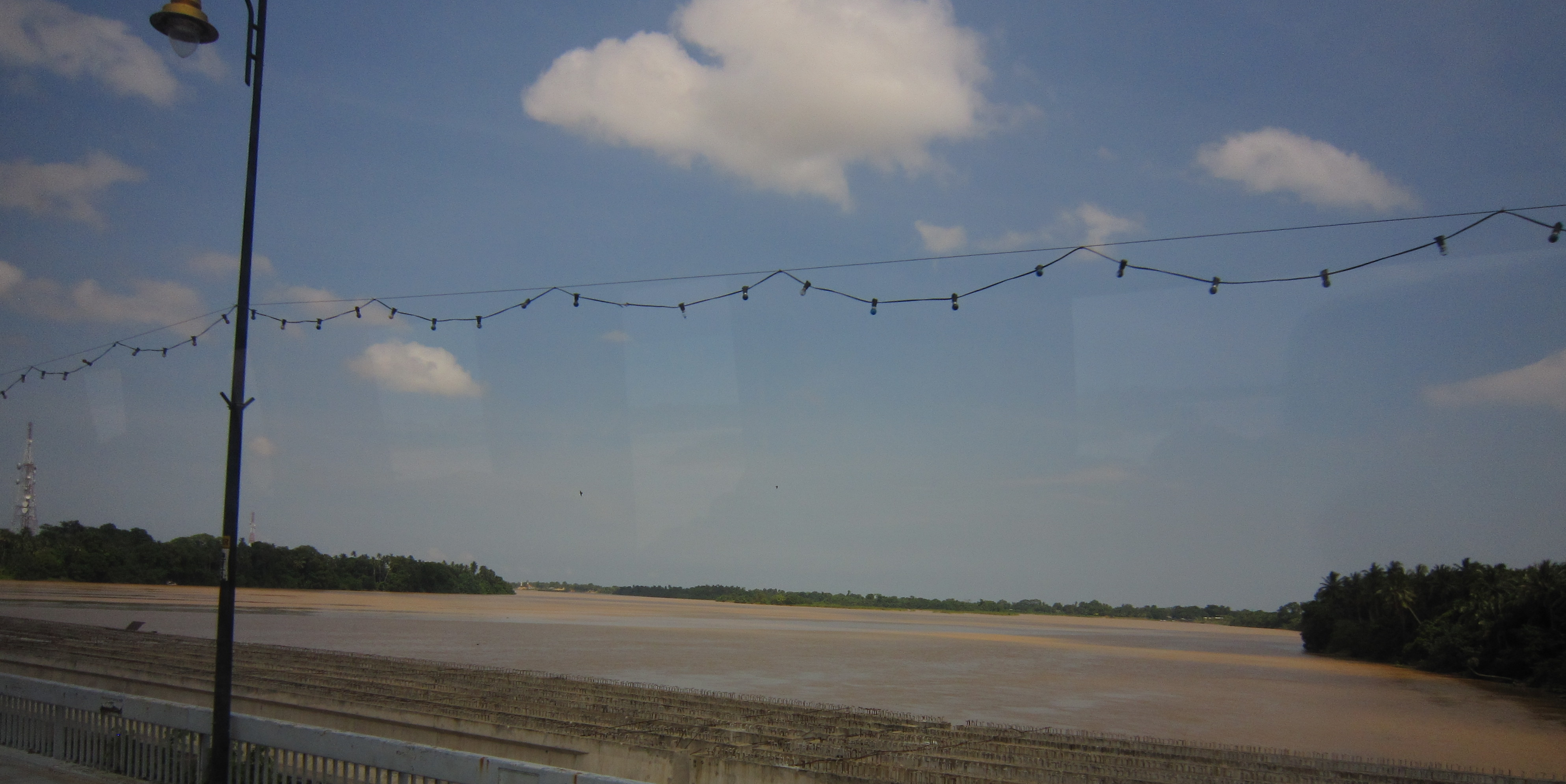
de Pahang bij Pekan

De Pahang (Maleis: Sungai Pahang) rivier is een Maleisische rivier in de gelijknamige staat Pahang. De rivier ontspringt in het Titiwangsa gebergte om naar een loop van 459 kilometer bij de plaats Kuala Pahang in de Zuid-Chinese Zee te stromen. De lengte van 459 kilometer maakt de Pahang de langste rivier van Malakka.
- Library of Congress Control Number: sh93003664
- Nationale Bibliotheek van Israël: 987007561049905171
- Virtual International Authority File: 315527745